# Manuel Millares Sall
Manuel Millares Sall, més conegut com a Manolo Millares (Las Palmas de Gran Canaria, 17 de gener de 1926 - Madrid, 14 d'agost de 1972) fou un pintor i gravador canari.
Cofundador del grup El Paso el 1957, en els seus inicis pinta paisatges, quadres de figures i autoretrats amb un estil que recorda a Van Gogh. Des de 1949 es dedica a la pintura abstracta. Realitzava les seves obres amb sacs foradats, tela d'arpillera i cordes en les quals enganxava objectes trets d'escombraries. Els materials citats eren després coberts amb capes rajants de pintura, de colors negre, blanc i vermell.
Entre les seves obres destaca la sèrie Homúnculos. El 2005 es produeix el documental Cuadernos de contabilidad de Manolo Millares, amb guió i direcció de Juan Millares Alonso, en el que es narra la seva vida.